# Championnat de Belgique masculin de handball 1959-1960
Navigation
Division 1 1958-1959 Division 1 1960-1961
La saison 1959-1960 du Championnat de Belgique masculin de handball est la 2e édition de la plus haute division belge de handball. Il est remporté par le OC Flémallois pour la 2e fois qui domine toujours le handball belge avec 30 victoires consécutives depuis 1958. Tout comme la saison passée, le HC Beyne termine deuxième alors que la promu de l'Université de Liège complète le podium. 
Enfin, le Lyra et La Fraternité Verviers sont relégués et seront remplacés par le HV Uilenspiegel Wilrijk, la Police de Bruxelles, le KAV Dedermonde et le KV Sasja HC (nom qui ne quitta plus l'élite du handball belge depuis cette saison). 

## Participants
| Club                                         | Matricule | Classement 1958-1959 | Localisation      | Province |
| -------------------------------------------- | --------- | -------------------- | ----------------- | -------- |
| Olympic Club Flémallois                      | 6         | 1er                  | Flémalle-Haute    | Liège    |
| Union beynoise handball                      | 3         | 2e                   | Beyne-Heusay      | Liège    |
| Légion Mobile de la Gendarmerie de Bruxelles | ?         | 3e                   | Schaerbeek        | Brabant  |
| Koninklijke Lyra                             | ?         | 4e                   | Lierre            | Anvers   |
| Jeunesse Sportive Herstal                    | 38        | 5e                   | Herstal           | Liège    |
| Jupille Handball Club                        | ?         | 6e                   | Jupille-sur-Meuse | Liège    |
| Université de Liège                          | ?         | ? (Provincial)       | Liège             | Liège    |
| La Fraternité Verviers                       | ?         | ? (Provincial)       | Verviers          | Liège    |
| Malinois Handbal Club                        | 22        | ? (Provincial)       | Malines           | Anvers   |

### Salles
Comme la saison précédente, la compétition se joue uniquement en salle et comme la saison précédente, les salles utilisés furent le Groentehal de Malines et au Sportcentrum de Anvers.

## Compétition

### Organisation du championnat
La saison est disputée par neuf équipes jouant chacune l'une contre l'autre à deux reprises selon le principe des phases aller et retour. Une victoire rapporte 2 points, une égalité, 1 point et une défaite 0 point.
Ces neuf équipes s'affrontent dans le but de pouvoir terminer premier et donc d’inscrire son nom au palmarès. À noter qu'il n'y a pas de coupe d'Europe pour la saison 1960-1961 à cause du Championnat du monde 1961.
Les deux dernières des huit équipes seront reléguées en Promotions de handball masculin en Belgique.

### Classement
Les résultats de cette édition sont :
| \| \| Équipe \| Pts \| J \| G \| N \| P \| Bp \| Bc \| Diff \| \| - \| ------------------------ \| --- \| -- \| -- \| - \| -- \| --- \| --- \| ---- \| \| 1 \| OC Flémallois T C \| 32 \| 16 \| 16 \| 0 \| 0 \| 356 \| 135 \| 221 \| \| 2 \| HC Beyne \| 24 \| 16 \| 12 \| 0 \| 4 \| 284 \| 151 \| 133 \| \| 3 \| Université de Liège \| 23 \| 16 \| 11 \| 1 \| 4 \| 311 \| 225 \| 86 \| \| 4 \| Malinois HC \| 20 \| 16 \| 10 \| 0 \| 6 \| 209 \| 210 \| -1 \| \| 5 \| Gendardemie de Bruxelles \| 14 \| 16 \| 7 \| 0 \| 9 \| 172 \| 247 \| -75 \| \| 6 \| Jupille HBC \| 13 \| 16 \| 6 \| 0 \| 10 \| 168 \| 236 \| -68 \| \| 7 \| JS Herstal \| 11 \| 16 \| 5 \| 1 \| 10 \| 165 \| 216 \| -51 \| \| 8 \| K Lyra TSV \| 4 \| 16 \| 1 \| 2 \| 13 \| 117 \| 247 \| -130 \| \| 9 \| La Fraternité Verviers \| 4 \| 16 \| 2 \| 0 \| 14 \| 119 \| 266 \| -147 \| | - Champion de Belgique - Relégation en Promotions - T : Tenant du titre 1959 - C : Vainqueur de la Coupe de Belgique - : Promu de 1959 |     |    |    |   |    |     |     |      |
| | Équipe | Pts | J  | G  | N | P  | Bp  | Bc  | Diff |
| 1 | OC Flémallois T C | 32  | 16 | 16 | 0 | 0  | 356 | 135 | 221  |
| 2 | HC Beyne | 24  | 16 | 12 | 0 | 4  | 284 | 151 | 133  |
| 3 | Université de Liège | 23  | 16 | 11 | 1 | 4  | 311 | 225 | 86   |
| 4 | Malinois HC | 20  | 16 | 10 | 0 | 6  | 209 | 210 | -1   |
| 5 | Gendardemie de Bruxelles | 14  | 16 | 7  | 0 | 9  | 172 | 247 | -75  |
| 6 | Jupille HBC | 13  | 16 | 6  | 0 | 10 | 168 | 236 | -68  |
| 7 | JS Herstal | 11  | 16 | 5  | 1 | 10 | 165 | 216 | -51  |
| 8 | K Lyra TSV | 4   | 16 | 1  | 2 | 13 | 117 | 247 | -130 |
| 9 | La Fraternité Verviers | 4   | 16 | 2  | 0 | 14 | 119 | 266 | -147 |

## Champion
| Champion de Belgique 1959-1960 OC Flémallois 2e titre |

## Bilan de la saison
| compétition         | club                                                      |
| ------------------- | --------------------------------------------------------- |
| Championnat         | Champion : OC Flémallois Dauphin : HC Beyne Troisième : ? |
| Coupe de Belgique   | Vainqueur : OC Flémallois Finaliste:?                     |
| Relégué en D2 Belge | La Fraternité Verviers K Lyra TSV                         |

## Parcours en coupes d'Europe
| Club          | Compétition               |                                              |
| ------------- | ------------------------- | -------------------------------------------- |
| OC Flémallois | Coupe des clubs champions | éliminé par le FC Porto au tour préliminaire |